# Liste der Grenzorte in Deutschland
Diese Liste der Grenzorte in Deutschland soll im Uhrzeigersinn alle Orte in Deutschland auflisten, deren Ortsgrenze bzw. Gemeindegrenze Teil der Bundesgrenze ist.

## Dänemark(von West nach Ost)
- Schleswig-Holstein
  - Kreis Nordfriesland
    - Amt Südtondern
      - Rodenäs
      - Aventoft
      - Humptrup
      - Ellhöft
      - Westre
      - Ladelund
      - Bramstedtlund

  - Kreis Schleswig-Flensburg
    - Amt Schafflund
      - Weesby
      - Böxlund
      - Jardelund
      - Osterby

    - Handewitt
    - Harrislee

## Polen(von Nord nach Süd)
- Mecklenburg-Vorpommern
  - Landkreis Vorpommern-Greifswald
    - Heringsdorf
    - Amt Usedom-Süd
      - Korswandt
      - Garz
      - Kamminke

    - Amt Am Stettiner Haff
      - Altwarp
      - Luckow
      - Hintersee

    - Amt Löcknitz-Penkun
      - Blankensee
      - Ramin
      - Grambow
      - Nadrensee
- Brandenburg
  - Landkreis Uckermark
    - Amt Gartz (Oder)
      - Mescherin
      - Gartz (Oder)

    - Schwedt/Oder
    - Angermünde

  - Landkreis Barnim
    - Amt Britz-Chorin-Oderberg
      - Lunow-Stolzenhagen

  - Landkreis Märkisch-Oderland
    - Bad Freienwalde (Oder)
    - Amt Barnim-Oderbruch
      - Oderaue
      - Neulewin

    - Letschin
    - Amt Golzow
      - Bleyen-Genschmar
      - Küstriner Vorland

    - Amt Lebus
      - Reitwein
      - Lebus

  - Frankfurt (Oder)
  - Landkreis Oder-Spree
    - Amt Brieskow-Finkenheerd
      - Wiesenau
      - Ziltendorf

    - Eisenhüttenstadt
    - Amt Neuzelle
      - Neißemünde

  - Landkreis Spree-Neiße
    - Guben
    - Schenkendöbern
    - Amt Peitz
      - Jänschwalde

    - Forst (Lausitz)
    - Amt Döbern-Land
      - Neiße-Malxetal
- Sachsen
  - Landkreis Görlitz
    - Bad Muskau
    - Krauschwitz
    - Rothenburg/O.L.
    - Neißeaue (östlichste Gemeinde Deutschlands)
    - Görlitz
    - Ostritz
    - Zittau

## Tschechien(von Nord nach Süd)
- Sachsen
  - Landkreis Görlitz
    - Zittau
    - Oybin
    - Jonsdorf
    - Waltersdorf
    - Großschönau
    - Hainewalde
    - Leutersdorf
    - Seifhennersdorf
    - Neugersdorf
    - Ebersbach/Sa.
    - Friedersdorf
    - Neusalza-Spremberg
    - Oppach

  - Landkreis Bautzen
    - Sohland an der Spree
    - Steinigtwolmsdorf

  - Landkreis Sächsische Schweiz-Osterzgebirge
    - Neustadt in Sachsen
    - Sebnitz
    - Bad Schandau
    - Reinhardtsdorf-Schöna
    - Gohrisch
    - Rosenthal-Bielatal
    - Bad Gottleuba-Berggießhübel
    - Oelsen
    - Liebenau
    - Fürstenwalde
    - Müglitz
    - Fürstenau
    - Zinnwald-Georgenfeld
    - Rehefeld-Zaunhaus
    - Hermsdorf/Erzgebirge

  - Landkreis Mittelsachsen
    - Rechenberg-Bienenmühle
    - Neuhausen/Erzgeb.

  - Erzgebirgskreis
    - Deutschneudorf
    - Olbernhau
    - Marienberg
    - Jöhstadt
    - Königswalde
    - Bärenstein
    - Oberwiesenthal
    - Breitenbrunn/Erzgeb.
    - Johanngeorgenstadt
    - Eibenstock

  - Vogtlandkreis
    - Muldenhammer
    - Klingenthal
    - Zwota
    - Erlbach
    - Markneukirchen
    - Bad Brambach
    - Bad Elster
    - Adorf/Vogtl.
    - Eichigt
- Bayern
  - Landkreis Hof
    - Regnitzlosau
    - Rehau

  - Landkreis Wunsiedel im Fichtelgebirge
    - Selb
    - Gemeindefreies Gebiet Selber Forst
    - Gemeindefreies Gebiet Hohenberger Forst
    - Hohenberg an der Eger
    - Schirnding

  - Landkreis Tirschenreuth
    - Waldsassen
    - Bad Neualbenreuth
    - Mähring
    - Bärnau

  - Landkreis Neustadt an der Waldnaab
    - Flossenbürg
    - Georgenberg
    - Waidhaus
    - Eslarn

  - Landkreis Schwandorf
    - Schönsee
    - Stadlern

  - Landkreis Cham
    - Tiefenbach
    - Treffelstein
    - Waldmünchen
    - Furth im Wald
    - Eschlkam
    - Neukirchen beim Heiligen Blut
    - Lam
    - Lohberg

  - Landkreis Regen
    - Bayerisch Eisenstein
    - Lindberg
    - Frauenau

  - Landkreis Freyung-Grafenau
    - Sankt Oswald-Riedlhütte
    - Gemeindefreies Gebiet Sankt Oswald
    - Gemeindefreies Gebiet Waldhäuserwald
    - Neuschönau
    - Gemeindefreies Gebiet Schönbrunner Wald
    - Gemeindefreies Gebiet Mauther Forst
    - Philippsreut
    - Gemeindefreies Gebiet Philippsreuter Wald
    - Haidmühle
    - Gemeindefreies Gebiet Frauenberger und Duschlberger Wald
    - Gemeindefreies Gebiet Pleckensteiner Wald

## Österreich(von Ost nach West)
- Bayern
  - Landkreis Freyung-Grafenau
    - Gemeindefreies Gebiet Pleckensteiner Wald
    - Neureichenau

  - Landkreis Passau
    - Breitenberg
    - Wegscheid
    - Untergriesbach
    - Obernzell
    - Thyrnau

  - Passau
  - Landkreis Passau
    - Neuburg am Inn
    - Neuhaus am Inn
    - Pocking
    - Bad Füssing
    - Malching

  - Landkreis Rottal-Inn
    - Ering
    - Stubenberg
    - Simbach am Inn
    - Kirchdorf am Inn

  - Landkreis Altötting
    - Haiming
    - Burghausen
    - Burgkirchen an der Alz

  - Landkreis Traunstein
    - Tittmoning
    - Fridolfing

  - Landkreis Berchtesgadener Land
    - Laufen
    - Saaldorf-Surheim
    - Freilassing
    - Ainring
    - Piding
    - Bad Reichenhall
    - Bayerisch Gmain
    - Bischofswiesen
    - Marktschellenberg
    - Berchtesgaden
    - Gemeindefreies Gebiet Eck
    - Schönau am Königssee
    - Ramsau bei Berchtesgaden
    - Schneizlreuth

  - Landkreis Traunstein
    - Ruhpolding
    - Reit im Winkl
    - Unterwössen
    - Schleching

  - Landkreis Rosenheim
    - Aschau im Chiemgau
    - Samerberg
    - Nußdorf am Inn
    - Flintsbach am Inn
    - Oberaudorf
    - Kiefersfelden

  - Landkreis Miesbach
    - Bayrischzell
    - Schliersee
    - Rottach-Egern
    - Kreuth

  - Landkreis Bad Tölz-Wolfratshausen
    - Lenggries

  - Landkreis Garmisch-Partenkirchen
    - Mittenwald
    - Garmisch-Partenkirchen
    - Grainau
    - Gemeindefreies Gebiet Ettaler Forst

  - Landkreis Ostallgäu
    - Halblech
    - Schwangau
    - Füssen
    - Pfronten
    - Nesselwang

  - Landkreis Oberallgäu
    - Wertach
    - Bad Hindelang
    - Oberstdorf (südlichste Gemeinde Deutschlands)
    - Balderschwang
    - Oberstaufen

  - Landkreis Lindau (Bodensee)
    - Oberreute
    - Weiler-Simmerberg
    - Scheidegg
    - Sigmarszell
    - Lindau (Bodensee)

## Schweiz(von Ost nach West)
- Baden-Württemberg
  - Landkreis Konstanz 
    - Konstanz
    - Reichenau
    - Gaienhofen
    - Öhningen
    - Rielasingen-Worblingen
    - Gottmadingen
    - Gailingen am Hochrhein
    - Büsingen am Hochrhein (Exklave)
    - Hilzingen
    - Tengen

  - Schwarzwald-Baar-Kreis 
    - Blumberg

  - Landkreis Waldshut 
    - Stühlingen
    - Eggingen
    - Klettgau
    - Dettighofen
    - Jestetten
    - Lottstetten
    - Hohentengen am Hochrhein
    - Küssaberg
    - Waldshut-Tiengen
    - Dogern
    - Albbruck
    - Laufenburg
    - Murg
    - Bad Säckingen
    - Wehr

  - Landkreis Lörrach 
    - Schwörstadt
    - Rheinfelden (Baden)
    - Grenzach-Wyhlen
    - Inzlingen
    - Lörrach
    - Weil am Rhein

## Frankreich(von Süd nach Nord)
- Baden-Württemberg
  - Landkreis Lörrach
    - Weil am Rhein
    - Efringen-Kirchen
    - Bad Bellingen

  - Landkreis Breisgau-Hochschwarzwald
    - Neuenburg am Rhein
    - Eschbach
    - Hartheim
    - Breisach am Rhein
    - Vogtsburg im Kaiserstuhl

  - Landkreis Emmendingen
    - Sasbach am Kaiserstuhl
    - Wyhl am Kaiserstuhl
    - Weisweil
    - Rheinhausen im Breisgau

  - Ortenaukreis
    - Rust
    - Kappel-Grafenhausen
    - Schwanau
    - Meißenheim
    - Neuried
    - Kehl
    - Rheinau

  - Landkreis Rastatt
    - Lichtenau
    - Rheinmünster
    - Hügelsheim
    - Iffezheim
    - Rastatt
    - Steinmauern
    - Elchesheim-Illingen
    - Au am Rhein
- Rheinland-Pfalz
  - Landkreis Germersheim
    - Verbandsgemeinde Hagenbach
      - Berg (Pfalz)
      - Neuburg am Rhein
      - Scheibenhardt

  - Landkreis Südliche Weinstraße
    - Verbandsgemeinde Bad Bergzabern
      - Steinfeld
      - Kapsweyer
      - Schweighofen
      - Schweigen-Rechtenbach

  - Landkreis Südwestpfalz
    - Verbandsgemeinde Dahner Felsenland
      - Bobenthal
      - Nothweiler
      - Schönau (Pfalz)
      - Hirschthal
      - Fischbach bei Dahn
      - Ludwigswinkel

    - Verbandsgemeinde Pirmasens-Land
      - Eppenbrunn
      - Hilst
      - Schweix
      - Kröppen

    - Verbandsgemeinde Zweibrücken-Land
      - Riedelberg
      - Dietrichingen
      - Mauschbach
      - Hornbach
- Saarland
  - Saarpfalz-Kreis
    - Blieskastel
    - Gersheim
    - Mandelbachtal

  - Regionalverband Saarbrücken
    - Kleinblittersdorf
    - Saarbrücken
    - Großrosseln
    - Völklingen

  - Landkreis Saarlouis
    - Überherrn
    - Wallerfangen
    - Rehlingen-Siersburg

  - Landkreis Merzig-Wadern
    - Merzig
    - Mettlach
    - Perl

## Luxemburg(von Süd nach Nord)
- Saarland
  - Landkreis Merzig-Wadern
    - Perl
- Rheinland-Pfalz
  - Landkreis Trier-Saarburg
    - Verbandsgemeinde Saarburg-Kell
      - Palzem
      - Wincheringen

    - Verbandsgemeinde Konz
      - Nittel
      - Wellen
      - Temmels
      - Oberbillig

    - Verbandsgemeinde Trier-Land
      - Langsur
      - Ralingen

  - Eifelkreis Bitburg-Prüm
    - Verbandsgemeinde Südeifel
      - Minden
      - Echternacherbrück
      - Bollendorf
      - Wallendorf
      - Ammeldingen an der Our
      - Gentingen
      - Roth an der Our (siehe unten)
      - Körperich (siehe unten)
      - Bauler (siehe unten)
      - Waldhof-Falkenstein (siehe unten)
      - Keppeshausen
      - Gemünd
      - Übereisenbach
      - Affler

    - Verbandsgemeinde Arzfeld
      - Preischeid
      - Dasburg
      - Dahnen
      - Sevenig (Our)

Faktisch bildet die Grenze zwischen Deutschland und Luxemburg über fast die gesamte Staatsgrenze hinweg das gemeinschaftliche deutsch-luxemburgische Hoheitsgebiet; ein schmales Gebiet auf den Grenzflüssen zu Luxemburg, das von beiden Ländern gemeinschaftlich verwaltet wird, während das Land östlich der Grenzflüsse zu Deutschland und westlich zu Luxemburg gehört. Aus diesem Grund grenzen fast alle Grenzorte im Saarland und in Rheinland-Pfalz nicht unmittelbar an Luxemburg, sondern bloß an das gemeinsam verwaltete Hoheitsgebiet zwischen Luxemburg und Deutschland. Die einzigen deutschen Gemeinden, die tatsächlich an Luxemburg grenzen, sind Waldhof-Falkenstein, Bauler, Körperich und Roth an der Our. An dieser Stelle ist das deutsch-luxemburgische Hoheitsgebiet unterbrochen, so dass diese vier Gemeinden einen gemeinsamen Grenzverlauf mit der luxemburgischen Gemeinde Vianden haben.
Ferner grenzt das gemeinschaftliche deutsch-luxemburgische Hoheitsgebiet im Norden an Belgien und im Süden an Frankreich.

## Belgien(von Süd nach Nord)
- Rheinland-Pfalz
  - Eifelkreis Bitburg-Prüm
    - Verbandsgemeinde Arzfeld
      - Sevenig (Our)
      - Harspelt
      - Lützkampen

    - Verbandsgemeinde Prüm
      - Heckhuscheid
      - Winterspelt
      - Winterscheid
      - Mützenich
      - Bleialf
      - Oberlascheid
      - Auw bei Prüm
      - Roth bei Prüm
- Nordrhein-Westfalen
  - Kreis Euskirchen
    - Hellenthal

  - Städteregion Aachen
    - Monschau
    - Simmerath
    - Roetgen
    - Aachen

## Niederlande(von Süd nach Nord)
- Nordrhein-Westfalen
  - Städteregion Aachen
    - Aachen
    - Herzogenrath

  - Kreis Heinsberg
    - Übach-Palenberg
    - Gangelt
    - Selfkant (westlichster Ort Deutschlands)
    - Waldfeucht
    - Heinsberg
    - Wassenberg
    - Wegberg

  - Kreis Viersen
    - Niederkrüchten
    - Brüggen
    - Nettetal

  - Kreis Kleve
    - Straelen
    - Geldern
    - Kevelaer
    - Weeze
    - Goch
    - Kranenburg
    - Kleve
    - Emmerich am Rhein
    - Rees

  - Kreis Borken
    - Isselburg
    - Bocholt
    - Rhede
    - Borken
    - Oeding
    - Südlohn
    - Vreden
    - Ahaus
    - Gronau (Westf.)
- Niedersachsen
  - Landkreis Grafschaft Bentheim
    - Bad Bentheim
    - Nordhorn
    - Samtgemeinde Neuenhaus
      - Neuenhaus
      - Lage

    - Samtgemeinde Uelsen
      - Halle
      - Getelo
      - Itterbeck
      - Wielen

    - Samtgemeinde Emlichheim
      - Laar
      - Emlichheim
      - Ringe

  - Landkreis Emsland
    - Twist
    - Haren (Ems)
    - Samtgemeinde Lathen
      - Sustrum

    - Samtgemeinde Dörpen
      - Walchum
      - Dersum
      - Heede

    - Rhede (Ems)

  - Landkreis Leer
    - Bunde